# Mount Ouray
Mount Ouray je jeden z nejjižněji položených vrcholů pohoří Sawatch Range. Nachází se na hranici okresů Chaffee County a Saguache County, ve středním Coloradu, ve Spojených státech amerických.
Se svoji výškou 4 258 metrů je Mount Ouray dvacátou sedmou nejvyšší horou Colorada a čtyřicátou devátou nejvyšší horou Spojených států amerických. Hora leží přibližně 120 km jihozápadně od města Colorado Springs v oblasti lesů San Isabel National Forest.